# يعقوب بن دوف
يعقوب بن دوف (Yaacov Ben-Dov) (21 يونيو 1882 - 7 مارس 1968) مصور إسرائيلي، ورائد التصوير السينمائي اليهودي في فلسطين. ويطلق عليه لقب «أبو السينما اليهودية».

## حياته
ولد يعقوب بن دوف في شتيتل بالقرب من كييف في أوكرانيا. وتلقى تعليما دينيا يهوديا في مدرسة دينية، وتلقى دروسا علمانية مع مدرسين خصوصيين. وفي منتصف سنوات المراهقة، انضم إلى حركة مكرسة لإحياء اللغة العبرية. والتحق بأكاديمية الفنون في كييف، ثم عمل مصورا محترفا.
وصل بن دوف إلى أرض إسرائيل في عام 1907 كجزء من الهجرة اليهودية الثانية، والتحق بأكاديمية بتسلئيل للفنون والتصميم، ثم قام بتدريس التصوير الفوتوغرافي.  وفي عام 1922، كان أحد مؤسسي حي تل بيوت في القدس.
شاهد بن دوف السينما لأول مرة في عام 1911 عندما صور الصهيوني البريطاني موراي روزنبرغ زيارته وزار أكاديمية بتسلئيل. ووقع بن دوف في حب السينما، وسحر بها، لكن الأمر استغرق عدة سنوات للحصول على كاميرا ومخزون من الأفلام الخام.
وعند اندلاع الحرب العالمية الأولى، انضم إلى الجيش الإمبراطوري العثماني وحصل على تصريح كمصور طبي في الجيش النمساوي في القدس. وفي عام 1917، حصل أخيرًا على المعدات التي يحتاجها على الأرجح من خلال اتصالاته العسكرية النمساوية.

## أفلامه

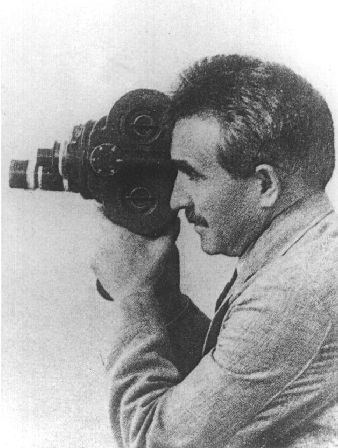
يعقوب بن دوف كمخرج

أسس بن دوف شركة «مينورا فيلم» Menorah Film وأصبح المصور الوحيد الذي يصور الأحداث التاريخية الرئيسية في فلسطين.
فيلمه الأول «يهودا المحررة» يوثق دخول الجنرال إدموند ألنبي التاريخي إلى القدس في 11 ديسمبر 1917.
كما صور احتفالات هانوكا في مدارس القدس، والحرفيين العاملين في ورش العمل، والتجمعات العامة، وما إلى ذلك، في فيلم بعنوان مرآة العودة إلى صهيون. وبعد إنتاج هذا الفيلم، حصل على بعض الدعم المالي من الجهات الرسمية الصهيونية التي أدركت الآن قيمة عمله.
خلد بن دوف صور الفيلق اليهودي في أرض إسرائيل في فيلمه الثاني أرض إسرائيل المحررة (1919)، والذي يتضمن صورة لمؤسس الفيلق زئيف جابوتنسكي بالزي العسكري.
قام بن دوف بتصوير بعض من أقدم اللقطات لبعثة أثرية، وهي بعثة التنقيب في «كنيس حمة طبريا»، في عام 1920. تم استخدام اللقطات في فيلمه Shivat Zion (العودة إلى صهيون). وعُرض الفيلم في المؤتمر الصهيوني الثاني عشر في كارلسبلااد.
في عام 1923، أنتج فيلم «يقظة فلسطين»، وهو أول فيلم يتم تصويره حصريًا للصندوق القومي اليهودي. كما أنه أول فيلم عبري يستخدم ممثلين ويحتوي على حوار.
صور يعقوب بن دوف الأحداث الرئيسية في حياة اليشوف (اليهود في فلسطين قبل قيام دولة إسرائيل)، مثل حفل زفاف راشيل أوسيشكين إلى شمعون فريتز بودنهايمر، ووصول أول مفوض بريطاني إلى فلسطين هربرت صموئيل، وجنازة اليعازر بن يهودا وافتتاح الجامعة العبرية في القدس.

## جوائز
- المواطن الفخري للقدس